# 고대 이집트의 고양이

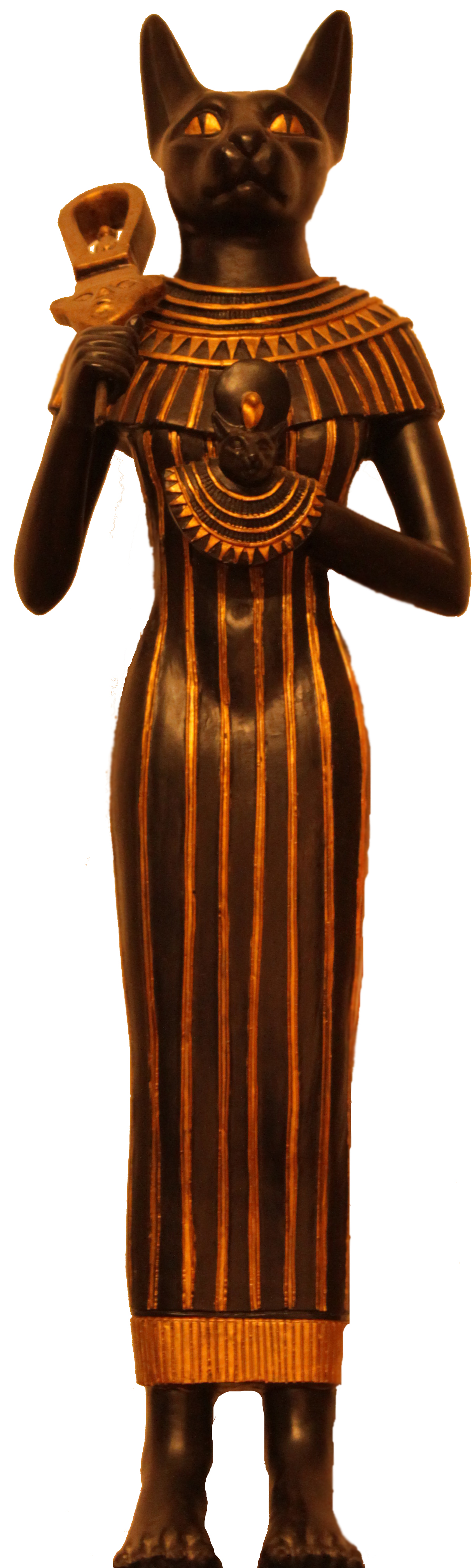
고양이 머리의 신 바스테트

고양이는 3,000년 이상 고대 이집트의 사회적, 종교적 관습에서 대표되었다. 마프데트, 바스테트, 세크메트와 같은 고양이 같은 머리를 가진 몇몇 고대 이집트의 신들이 묘사되고 조각되었는데, 이는 정의, 다산, 권력을 상징한다.
무트 신은 고양이로 묘사되기도 했다.
고양이는 적어도 이집트 제1왕조 때부터 독뱀을 죽이고 파라오를 보호한 것으로 칭송받았다. 고양이의 골격 유골이 12왕조의 장례용품에서 발견되었다. 고양이의 보호 기능은 사자의 서에 나타나 있는데, 이 책에서 고양이는 라를 상징하고 지구에서의 삶에 대한 태양의 혜택을 나타낸다. 이집트 신왕국 시대에 사용된 고양이 모양의 장식은 고양이 숭배 의식이 일상 생활에서 더 인기를 얻었음을 나타낸다. 고양이들은 바스테트의 이름과 연관지어 묘사되었다.
슈페오스 아르테미도스, 부바스티스, 사카라의 고양이 묘지는 수세기 동안 사용되었다. 그것들은 전 세계 박물관 소장품들에 전시된 방대한 수의 고양이 미라와 고양이 조각상들을 포함하고 있다.
기제에서 발굴된 미라화된 동물들 중에서, 아프리카 야생 고양이가 가장 흔한 고양이이고, 그 다음이 정글 고양이이다.이집트에서 발견된 엄청난 수의 고양이 미라들을 볼 때, 고양이 숭배는 고양이의 번식과 방부 처리를 위한 음식, 기름, 수지의 공급을 위한 무역 네트워크가 필요했기 때문에 확실히 이집트 경제에 중요했다.

## 역사
마프데트는 고대 이집트에서 최초로 알려진 고양이 머리 신이다. 제1왕조 시대에 그녀는 뱀, 전갈, 악으로부터 파라오의 방을 지키는 수호자로 여겨졌다. 그녀는 종종 표범(판테라파르두스)이나 치타(아키노넥스 주바투스)의 머리와 함께 묘사되기도 했다. 그녀는 덴의 통치 기간 동안 특히 두드러졌다.
바스테트 신은 적어도 제2왕조 때부터 알려져 있다. 그 당시, 그녀는 사자 머리를 한 모습으로 묘사되었다. 파라오 카프레와 누제르 이니의 무덤에서 그녀의 이름이 새겨진 돌 그릇들이 발견되었는데, 이는 그녀가 기원전 30세기 중반부터 제4왕조와 제5왕조 동안 보호자로 여겨졌음을 보여준다. 제5왕조의 사카라 매장지에 있는 벽화에는 목걸이를 한 작은 고양이가 그려져 있는데, 이는 길들여진 아프리카 야생 고양이들이 기원전 26세기까지 파라오 지역에 머물렀음을 시사한다.
고양이 머리를 가진 부적은 기원전 21세기 11왕조 시대에 유행하기 시작했다. 바켓 3세의 무덤에 있는 이 시기의 벽화는 사냥 장면에서 고양이가 쥐와 같은 설치류와 대치하는 모습을 묘사하고 있다.
움 엘 카압의 무덤에는 기원전 20세기 초까지 거슬러 올라가는 17개의 고양이 해골이 있었다. 그 해골들 옆에는 고양이들을 위한 우유가 들어 있었다고 생각되는 작은 화분들이 서 있었다. 테반 네크로폴리스에 있는 여러 무덤 벽화에는 고양이들이 집안에 있는 장면이 나온다. 이 무덤들은 18왕조의 귀족들과 고위 관리들의 무덤으로 기원전 15세기와 14세기에 지어졌다. 이 벽화는 뷔페 동안 의자 밑에 앉아 고기나 생선을 먹는 고양이를 보여준다. 어떤 것들은 거위나 원숭이와 함께 그것을 보여준다. 사냥과 새 잡는 장면에서 고양이는 테반 무덤의 벽화에서 반복되는 또 다른 모티브이다.
고양이를 미라로 만든 최초의 흔적은 기원전 1350년 경에 정교하게 조각된 석회석 석관에서 발견되었다. 이 고양이는 투트모세 왕자가 가장 사랑했던 애완 동물로 추정된다.
기원전 950년대 중반 무렵인 제22왕조 때부터, 부바스티스에 있는 바스테 신전과 그녀의 신전이 인기를 끌었다. 그녀는 이 당시 작은 고양이 머리를 하고 있었다. 길들여진 고양이(Felis catus)는 점점 더 숭배되고 신성시 되었다. 그들이 죽었을 때, 그들은 방부처리되고, 관에 묻히고, 고양이 묘지에 묻혔다. 집고양이는 곡식동물로부터 가계를 보호하는 바셋의 살아있는 화신으로 간주되었고, 반면에 사자의 머리를 가진 신 세크메트는 파라오의 보호자로 숭배되었다. 기원전 9세기 파라오 오소르콘 2세의 통치 기간 동안, 바스테 신전은 축제장에 의해 확장되었다. 이 시기의 고양이상과 불상은 단단한 청동과 중공 주조된 청동, 석공, 외관 등 다양한 크기와 재료로 존재한다.
미라로 만든 동물은 기원전 664년부터 고대 이집트 후기에 인기를 끌었다. 미라는 주로 축제 때 또는 순례자들에 의해 관련 신에게 봉헌 제물로 사용되었다. 부바스티스, 사카라, 베니 하산 네크로폴리에 있는 신왕국 시대의 카타콤은 바셋에게 바쳐진 미라 묘지로 재사용되었다.
기원전 5세기 중반, 헤로도토스는 부바스티스 신전에서 매년 열리는 축제를 수십만 명의 순례자들이 참석한 가운데 전국에서 가장 큰 축제라고 묘사했다.
기원전 323년에서 30년 사이의 헬레니즘 시대에, 이시스 여신은 바셋과 고양이와 연관되었다. 이 시기에, 고양이들은 신에게 바치는 제물로써 죽임을 당하고 미라로 만들어지기 위해 체계적으로 사육되었다.
디오도로스 시쿨루스가 묘사한 것처럼 고양이를 죽이는 것은 심각한 범죄로 여겨졌다. 기원전 60년에서 56년 사이에, 파라오 프톨레마이오스 12세 아울레테스가 개입을 시도했지만, 격분한 사람들은 고양이를 죽였다는 이유로 로마인을 린치(사형)했다.
고양이와 종교는 이집트가 기원전 30년에 로마의 재배를 받은 후 분리되기 시작했다. 기원후 4세기와 5세기에 로마 황제들에 의해 발표된 일련의 칙령들은 이집트에서 이교도의 관행을 점차 줄여나갔다. 이교도 신전들은 압류되었고 380년에 제물이 금지되었다. 391년과 392년 사이에 발표된 세 개의 칙령은 모든 종교 장소에서 이교도들의 의식과 매장 의식을 금지했다. 395년에 사형제도가 도입되었고 399년에 이교도 사원의 파괴령이 내려졌다. 415년까지 기독교 교회는 이전에 이교도에 바쳐진 모든 재산을 받았다. 이교도들은 423년에 추방당했고 435년의 법령에 따라 크리스트교가 이교도 상징을 대체했다.
이집트는 그 이후 한때 고양이를 숭배하던 의식이 쇠퇴하는 것을 경험했다. 다만, 15세기 아놀드 폰 하프가 이집트를 여행하며 고양이를 대하는 맘루크 전사들을 관찰하면서 고양이들이 여전히 존경받음을 알았다. 고양이를 부드럽게 다루는 것은 이슬람 전통의 일부이다.

## 탐험 및 발굴
1799년, 프랑스의 과학과 미술 위원회의 구성원들은 아시우트 근처의 고대 도시 리콥폴리스(Lycopolis)를 최초로 조사했고, 고양이 미라와 다른 동물들의 흔적을 발견했다.
또한 테베의 네크로폴리스에서 고양이의 미라와 뼈를 발견하기도 했다.
1820년대엔, 루브르 박물관은 주로 Bubastis에서 가져온 나무, 동, 애나멜을 입힌 도토로 만든 고양이 조각상을 전시했다.
1830년, 크리스찬 고트프리트 에렌버그는 이집트에서 세 가지 다른 작은 고양이 형태를 관찰했다. 이들은 정글 고양이, 아프리카 야생 고양이, 그리고 정글 고양이와 집 고양이 사이의 고양이이다. 그는 이 고양이를 Felis bubastis라고 불렀다.
이집트 탐험 협회는 1880년대 후반에 부바스티스에서 발굴에 자금을 지원했다. 에두아르 나빌은 그 당시 카이로 상점에서 이미 구할 수 있었던 수많은 고양이 조각상들을 묘사했다. 도시의 고양이 묘지에서, 그와 동료들은 고양이와 이집트 몽구스(Herpestesicheneumon) 뼈로 가득 찬 20m3의 부피까지 여러 개의 큰 구덩이를 비웠다. 뼈 중에는 방부제 재료, 도자기 및 청동 유물, 구슬 및 장식품, 바스테와 네페르템의 조각상 등도 발견되었다. 1889년까지, 묘지는 고갈된 것으로 여겨졌다.

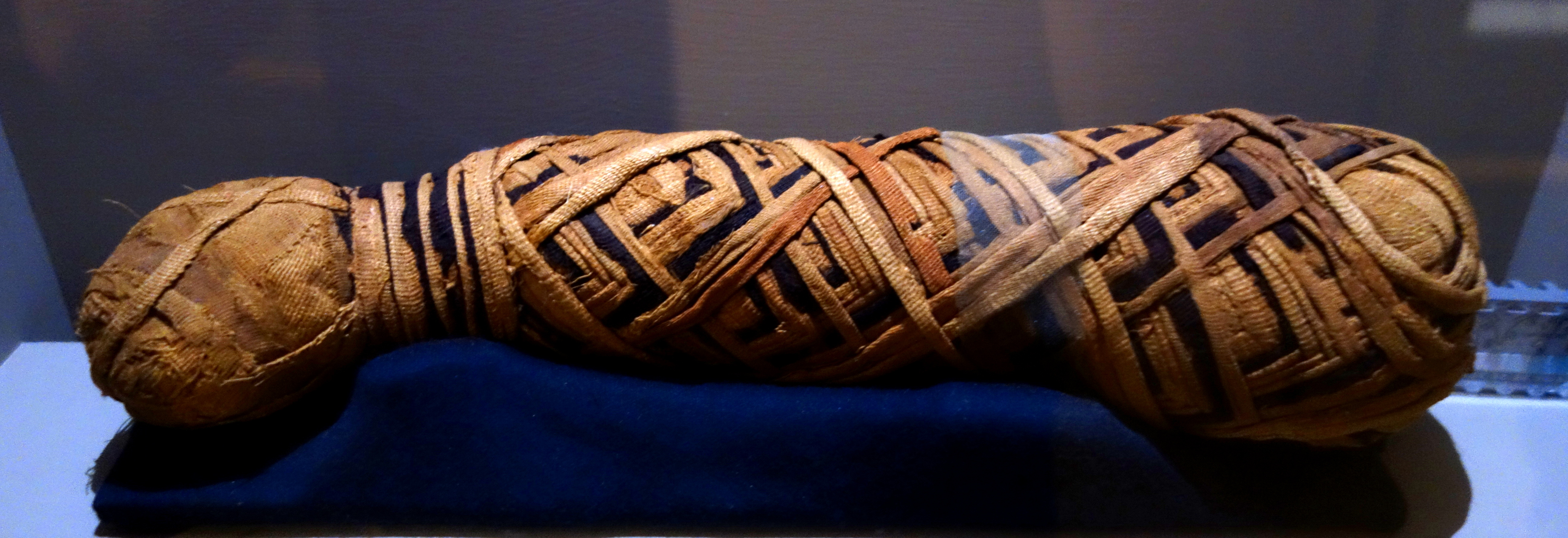
피치버그 미술관에 있는 베니 하산의 고양이 미라

1880년대 후반, 이집트 중부의 베니 하산의 공동묘지에서 20만 마리 이상의 미라화된 동물들이 발견되었는데, 그들 중 대부분은 고양이였다. 1890년 윌리엄 마틴 콘웨이는 베니 하산 근처의 스페오스 아르테미도스에서 발굴된 것에 대해 다음과 같이 썼다.
"마을 아이들은 하루하루 찾아와 그들이 찾을 수 있는 가장 매력적인 미라들을 제공했다. 이것들은 지나가는 여행자들에게 가장 작은 동전을 팔기 위해 강둑을 내려갔다. 오솔길에는 미이라 천과 고양이 두개골, 뼈, 털 조각들이 끔찍한 자세로 흩어져 있었고, 바람은 파편들을 흩날리며 악취들을 멀리까지 날렸다."
1890년, 수천 마리의 동물 미라가 리버풀에 도착했다. 그들 중 대부분은 고양이 미라였다. 많은 부분이 비료로 팔렸고, 작은 부분은 도시의 대학 동물 박물관에서 구입했다.
리옹 미술관은 베니 하산, 사카라, 테베에서 가스톤 마스페로가 발굴한 고양이 미라 수백 개를 받았다. 그 고양이들은 성묘부터 낙엽성 이빨을 가진 고양이에 이르기까지 모든 연령대의 고양이들이었다. 그들 중 일부는 동상과 석관에 담겨 있었다. 큰 것들은 고무로 된 조직으로 장식된 머리와 귀를 가진 다른 색깔의 천으로 붕대를 감았다.
1901년 피에르 주게가 고양이 미라로 가득 찬 무덤을 발견한 파이얌 근처의 발굴에 자금을 대었다. 그것은 악어 미라가 있는 무덤 한가운데에 위치해 있었다.
1907년, 대영박물관은 플린더스 페트리가 기제에서 발굴한 192마리의 미라 고양이와 11마리의 작은 육식동물의 수집품을 받았다. 그 미라들은 기원전 600년에서 200년 사이로 추정된다. 이 고양이 미라들 중 두 개는 1980년에 방사선 촬영되었다. 분석 결과 이들은 2세가 되기 전에 의도적으로 교살된 것으로 드러났다. 그것들은 아마도 봉헌물로서 미라화된 고양이에 대한 수요를 공급하기 위해 사용되었을 것이다.
1980년대 초 다클라 오아시스의 발라트 유적지의 작은 마스타바 무덤에서 23마리의 고양이들의 유해가 발견되었다. 이 무덤은 기원전 25세기 이집트 구왕국 시대에 세워졌다가 나중에 재사용되었다. 그 고양이들은 아마도 조직 조각들이 여전히 뼈에 박혀 있었기 때문에 미라로 만들어졌을 것이다.
1980년대 초 사카라의 부바스테움 지역에서 발굴된 결과 비지에르 아펠의 무덤에서 200마리의 고양이 미라가 발견되었다. 또 다른 184개의 고양이 미라가 1990년대에 이 무덤의 다른 부분에서 발견되었는데, 이 미라는 11개의 고양이 뼈와 84개의 진흙, 점토, 조약돌을 포함하고 있었다. 대부분의 고양이들은 두개골 골절로 사망했고 척추뼈가 탈구되어 구타당해 죽은 것으로 나타났다. 이 유적에서는 1996년 투탕카멘의 젖먹이 간호사 마이아의 무덤이 발견됐는데, 그 무덤에는 사람 미라 옆에 고양이 미라가 있었다. 2001년 이 무덤에서 수컷 사자의 유골이 발견되었는데, 이 무덤에서도 미라의 흔적이 발견되었다. 그것은 약 9살이었고, 아마도 수년 동안 감금되어 살았고 영양실조의 징후를 보였다. 그것은 아마도 프톨레마이오스 시대에 살고 죽었을 것이다. 2009년 시작된 작업 동안 사카라의 아누비스 카타콤에서 335마리의 집고양이와 29마리의 정글고양이의 미라 유해가 발굴되었다.

## 전설
2세기에, 폴리아이누스는 페르시아의 왕 캄비세스 2세가 펠루시움 전투(기원전 525년) 동안 배치한 것으로 알려진 전략에 대해 설명하였다. 캄비세스 2세는 이집트인들이 숭배하는 고양이와 다른 동물들을 페르시아 전선 앞에 배치하라고 명령했다. 이집트인들은 그들의 방어 작전을 중단했다고 전해지고, 페르시아인들은 펠루시움을 정복했다.

## 갤러리

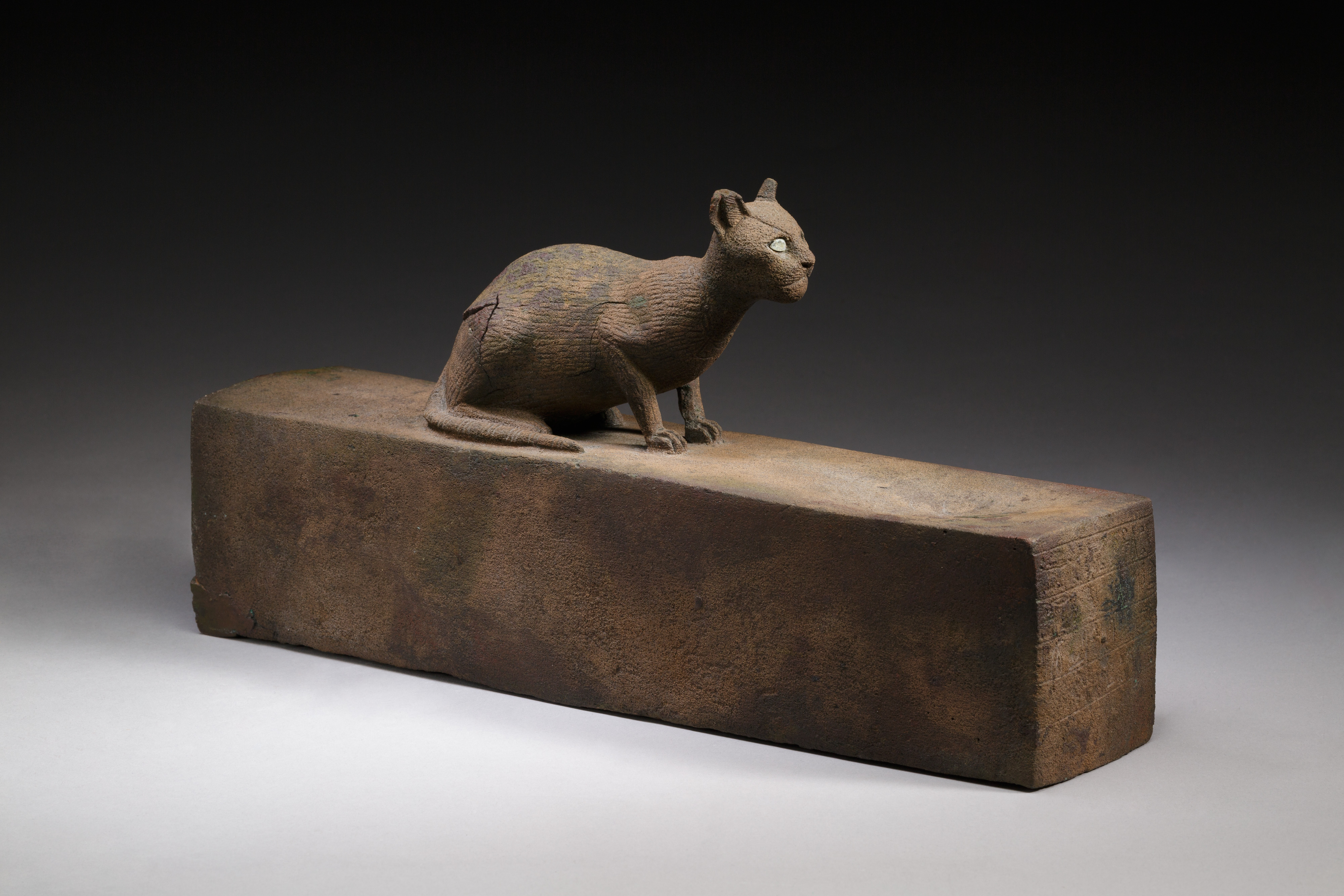
고양이 미라를 얹은 케이스. 메트로폴리탄 미술관에 소장되어 있다.
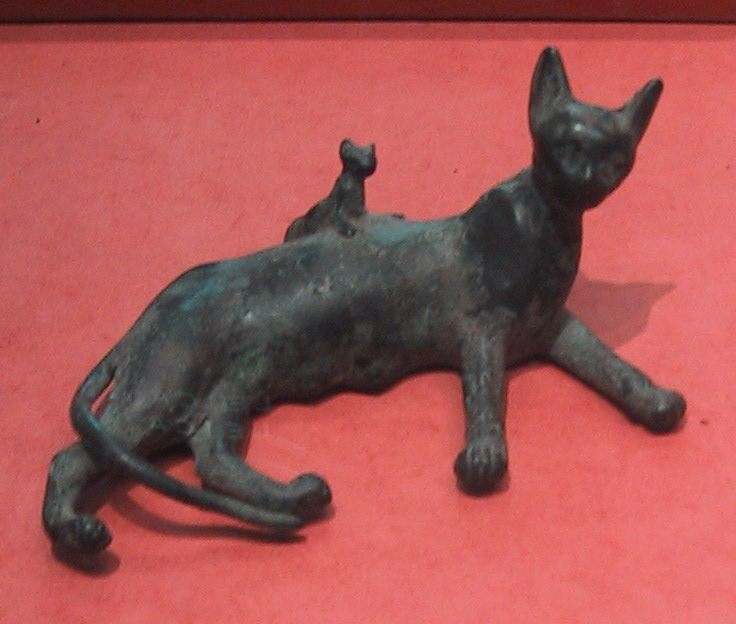
루브르 박물관 이집트 유물부에 전시된 기원전 664-332년의 청동상.
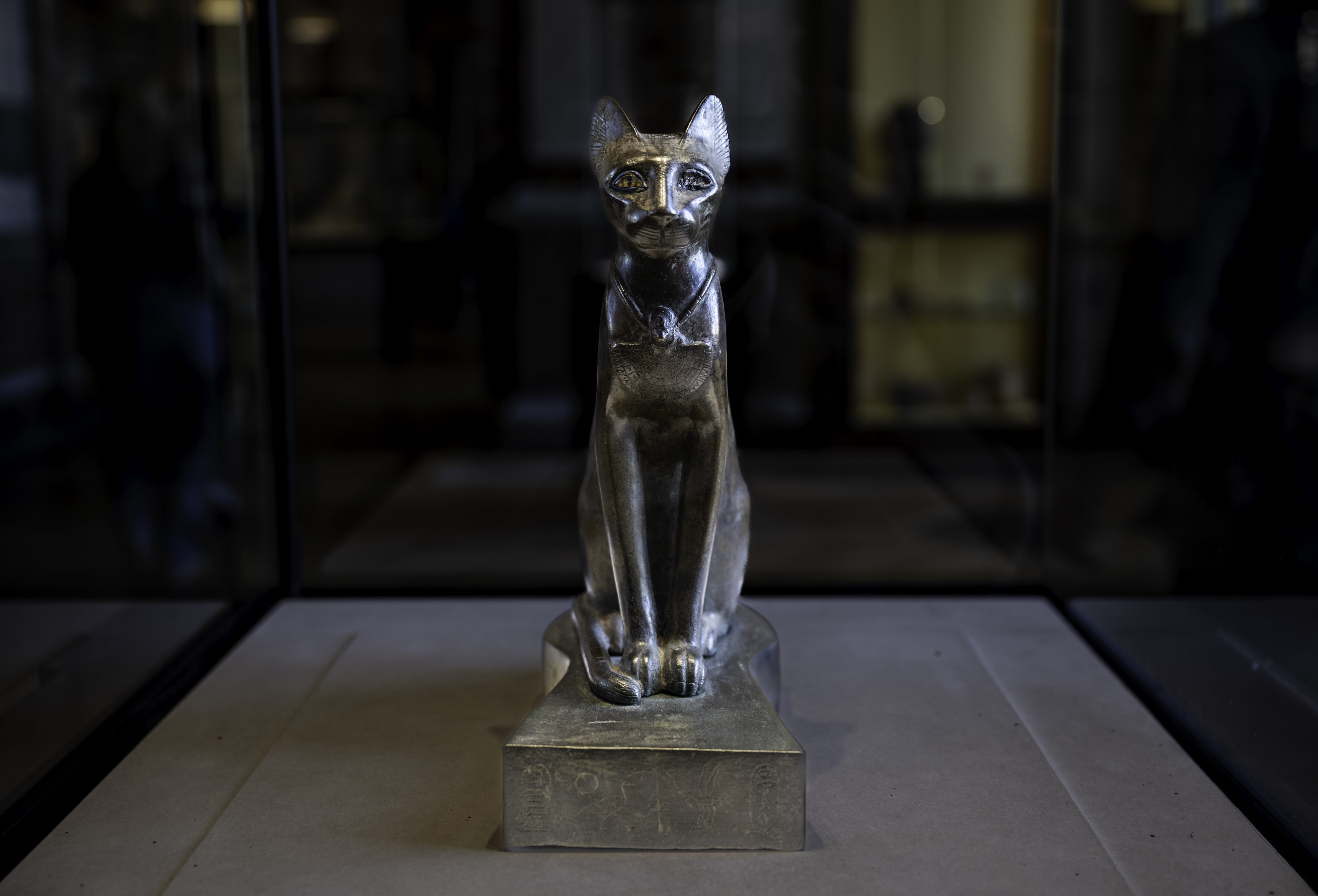
루브르 박물관에 있는 고양이 조각상
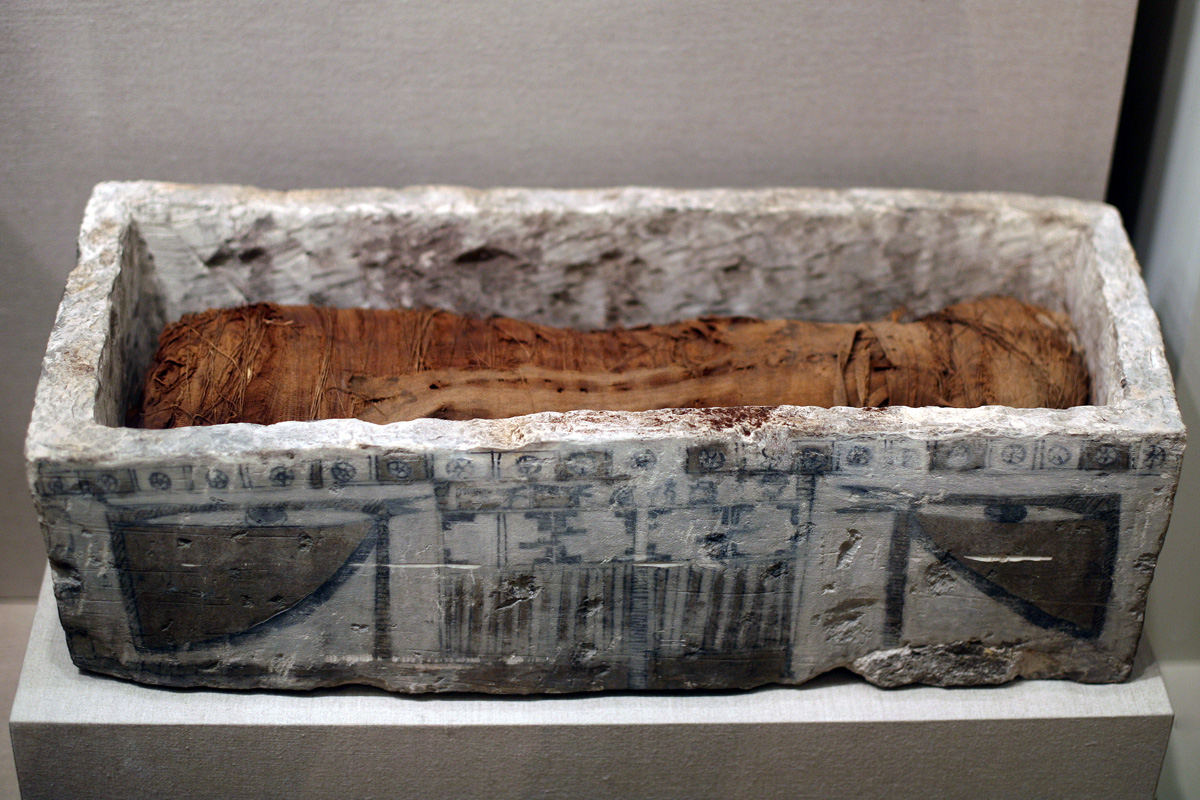
고양이 미라를 위한 석관, 브루클린 박물관에 소장되어 있다.
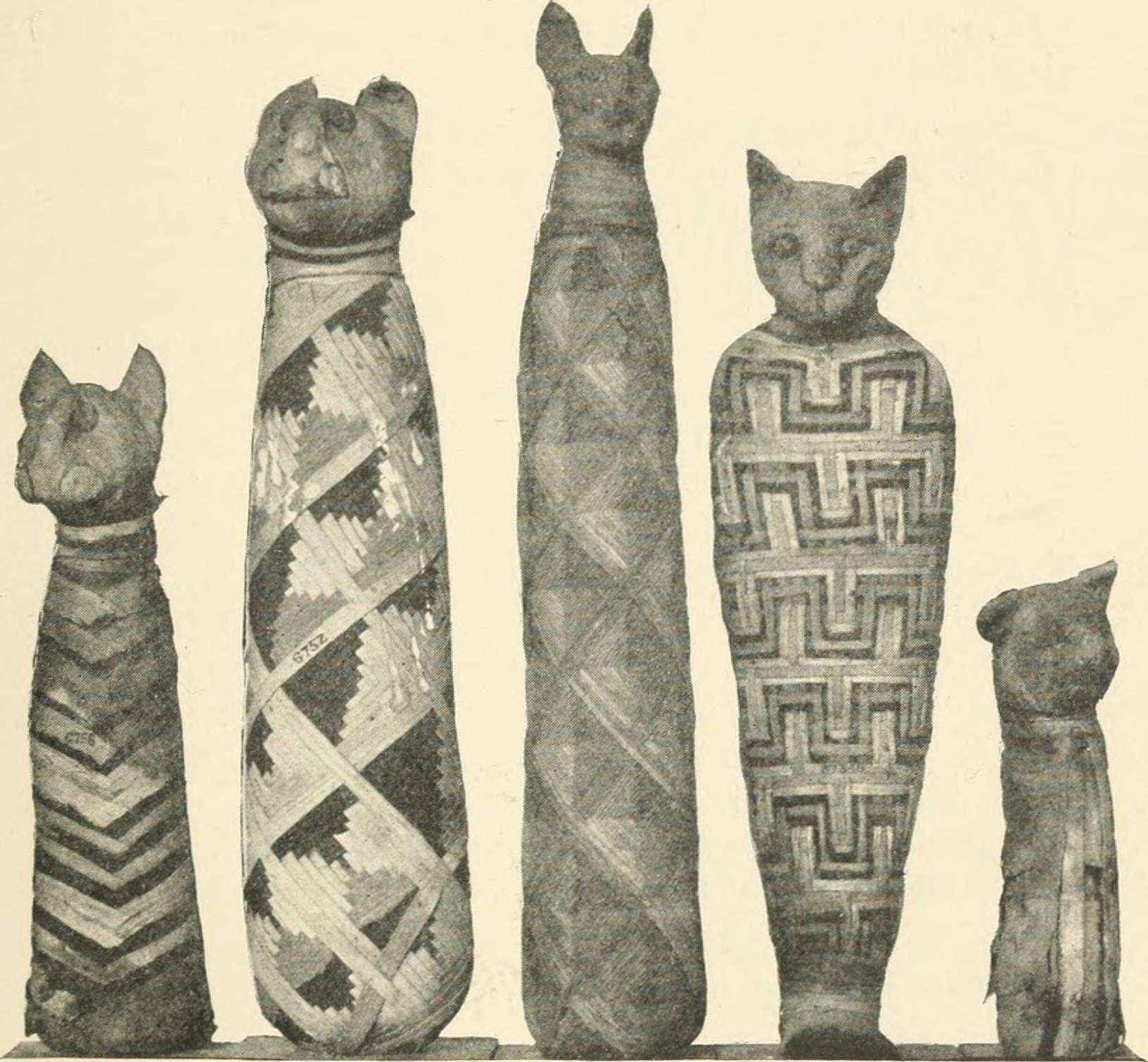
런던 자연사 박물관에 있는 미라 고양이들
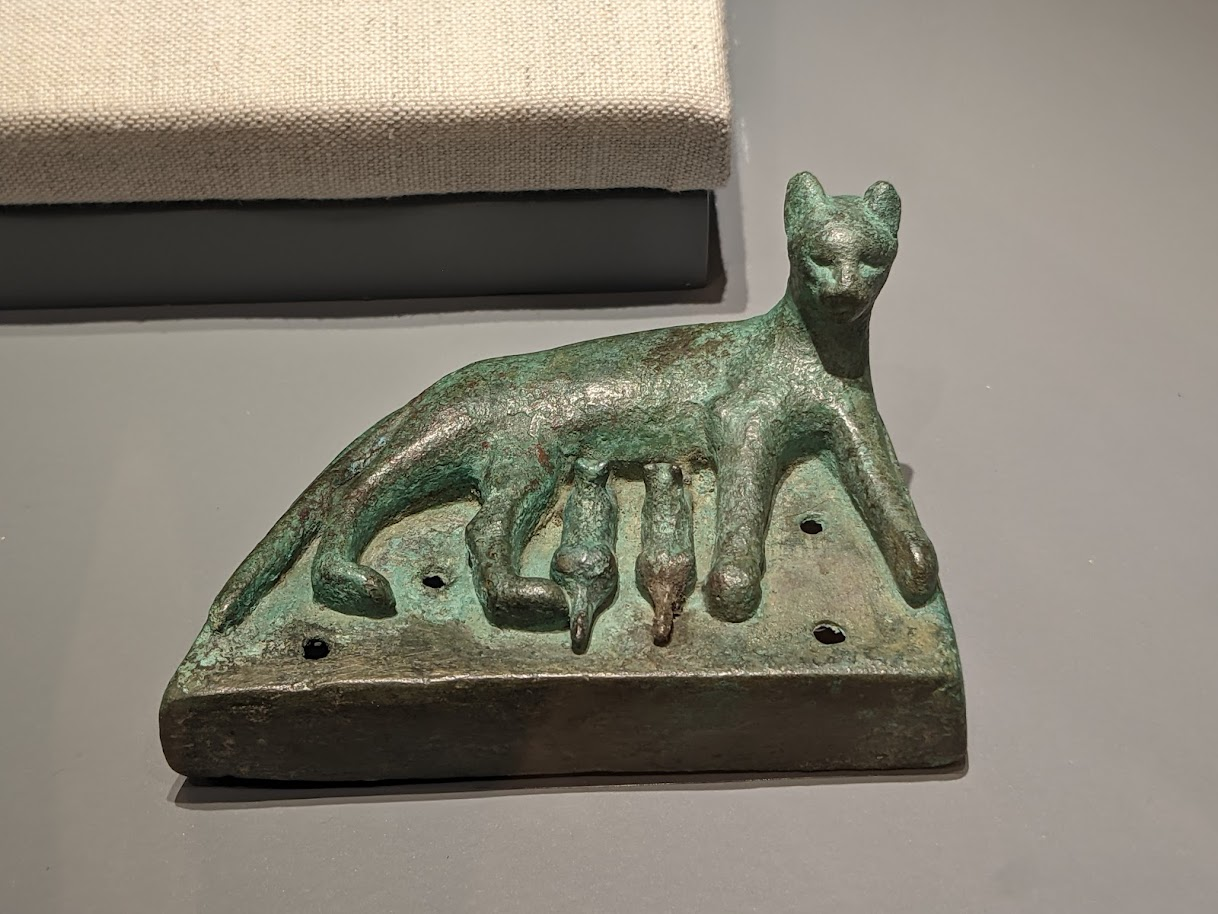
기원전 664년 – 기원전 332년 이집트 후기 청동 조각상. 에스카나지 미술관이 소장하고 있다..
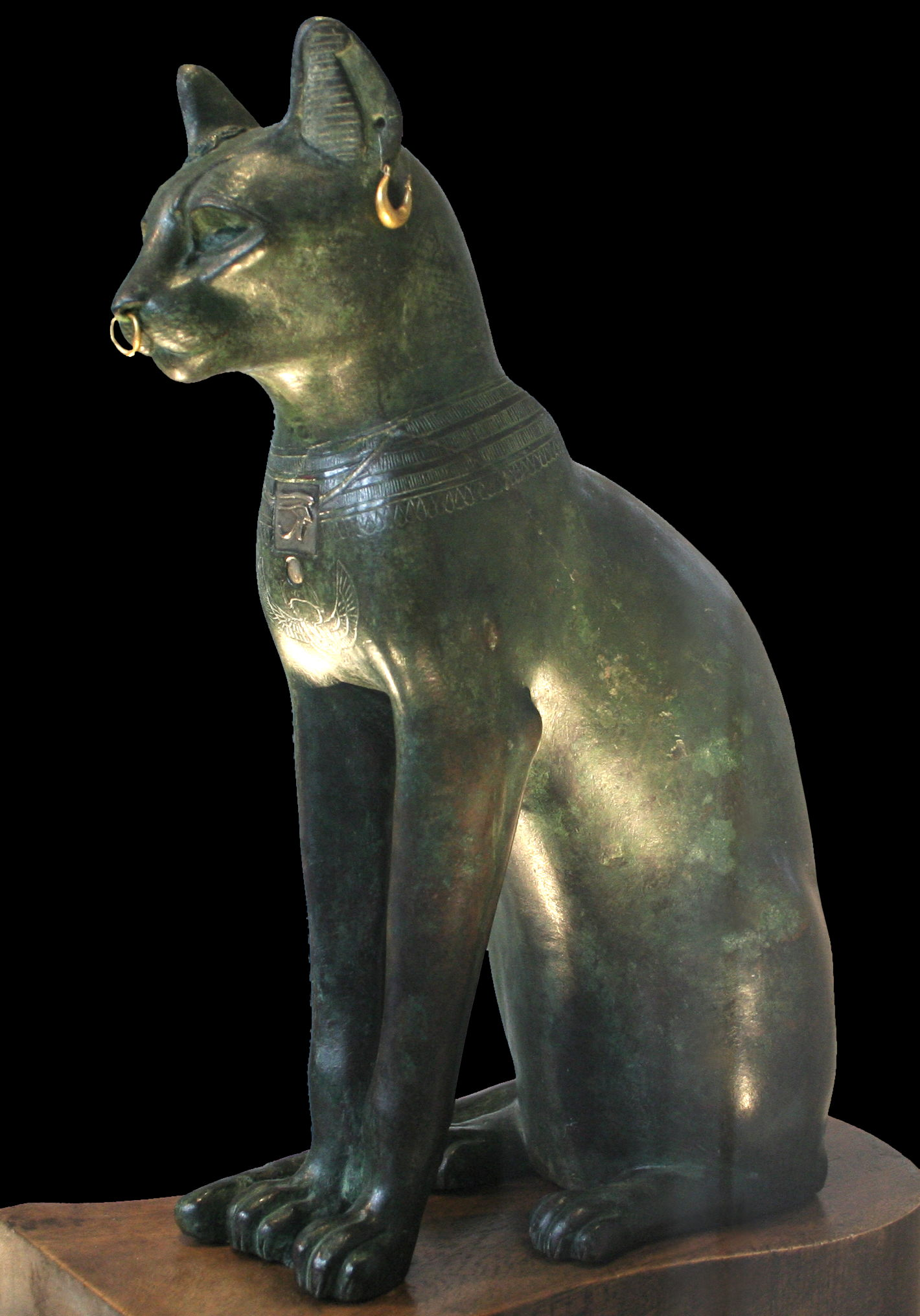
게이어-앤더슨 고양이; 대영박물관
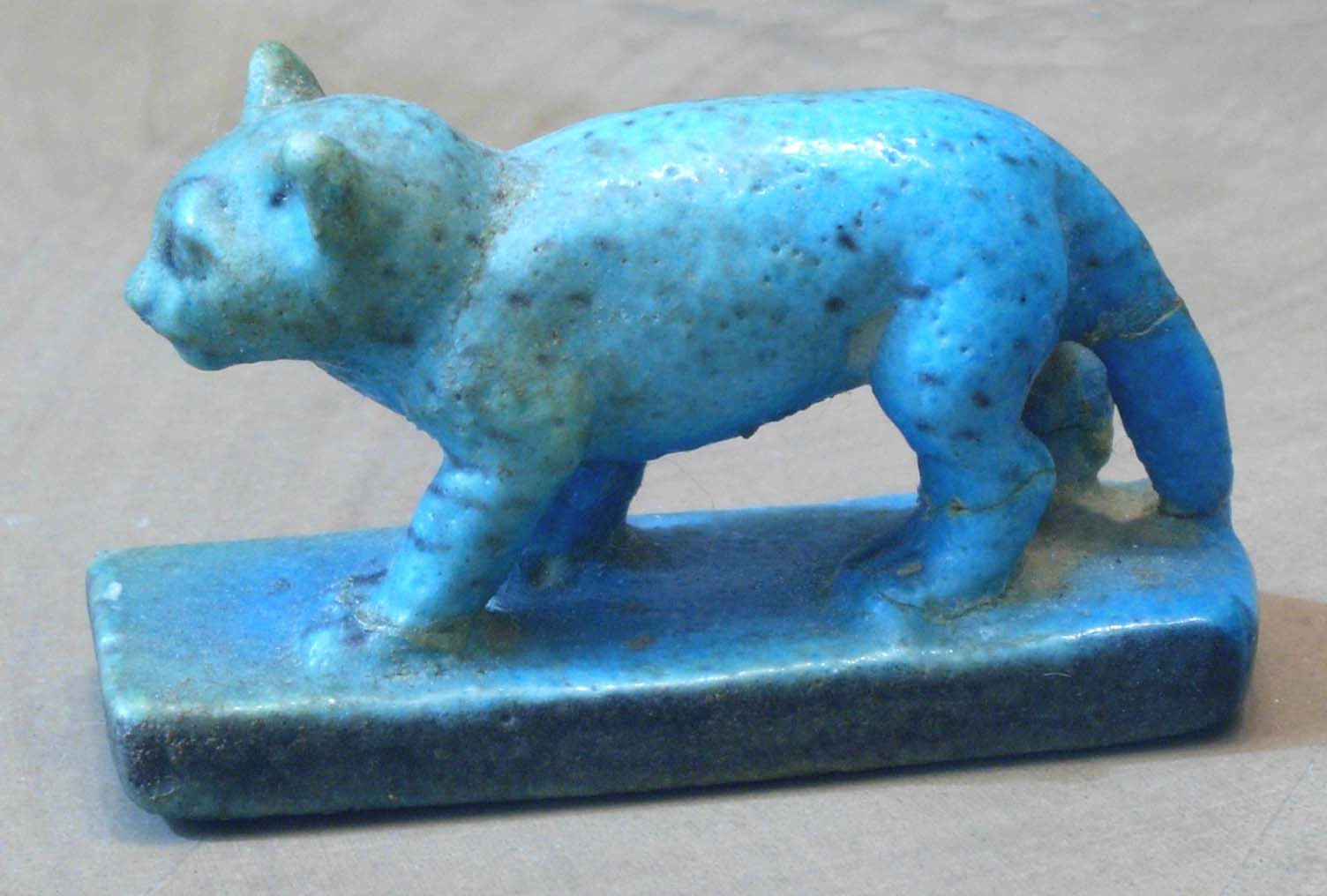
기원전 1981년-1802년 푸른 이집트 고양이 조각상

## 같이 보기
- 이슬람교와 고양이
- 고양이의 문화적 묘사